# 唐娜安娜 (新墨西哥州)
唐娜安娜（英語：Doña Ana）是位於美國新墨西哥州唐娜安娜縣的普查規定居民點。

## 人口
根據2020年美國人口普查的數據，唐娜安娜的面積為1.65平方千米，皆為陸地。當地共有人口874人，而人口密度為每平方千米529.7人。